# تپه‌های سینه‌ای

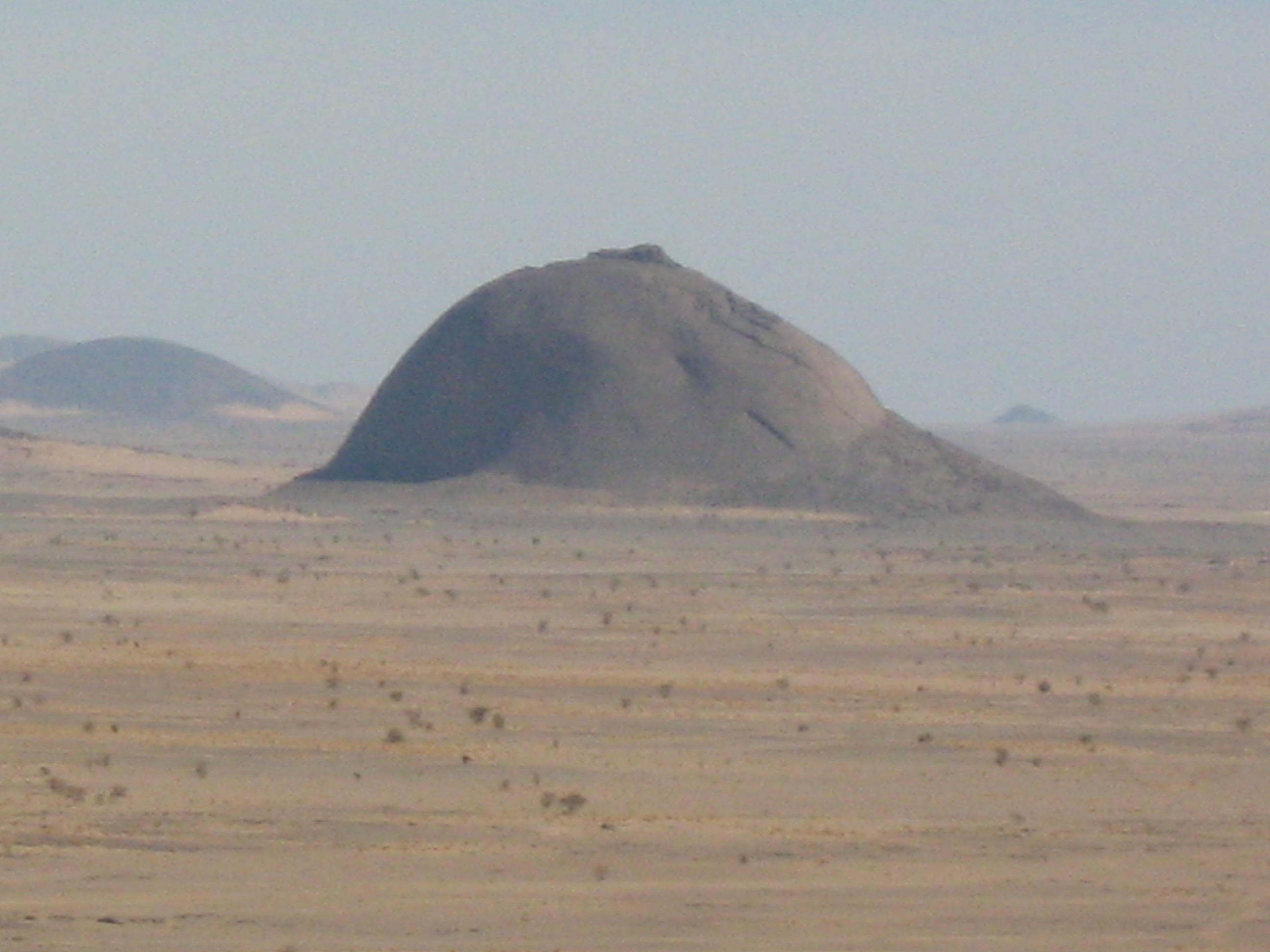
تپه‌ای سینه‌ای در صحرای غربی

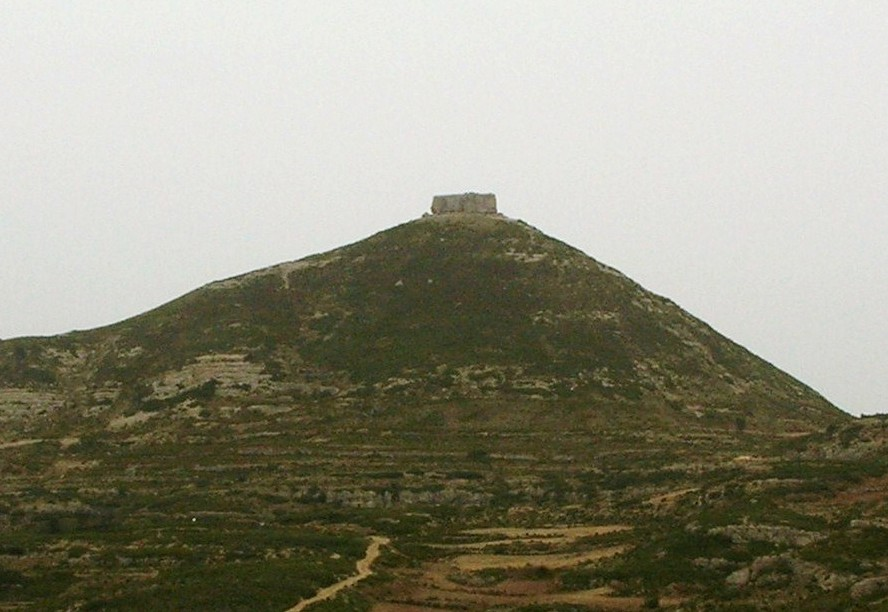
یک سایت باستانی ایبریایی در زیر مولا مورادا، یکی از کوه‌های مول دو خرت در اسپانیا وجود دارد.

تپه سینه‌ای، تپه‌ای است که به شکل سینه باشد. برخی از این تپه‌ها «پَپ» نامیده می‌شوند، که واژه‌ای کهن برای سینه یا سرپستان یک زن است. چنین ویژگی‌های جغرافیایی انسان‌واره‌ای را می‌توان در نقاط مختلف جهان یافت و در برخی فرهنگ‌ها به عنوان ویژگی‌های الهه مادر مورد احترام قرار می‌گرفتند؛ من‌جمله پَپ‌های آنو، که به نام آنو، ایزدبانوی مهم ایرلند پیش از مسیحیت، نام‌گذاری شده است.

## بررسی اجمالی
گمان می‌رود نام Mamucium (ریشه نام شهر منچستر)، از زبان سلتی و به معنای «تپه سینه‌ای» گرفته شده باشد؛ که اشاره به Sandstone Bluff است که قلعه روی آن قرار داشته است. این نام بعداً به منچستر تغییر یافت.
تپه‌های سینه‌ای اغلب با احترام اجداد محلی، به پستان به عنوان نماد باروری و رفاه مرتبط است. پس چندان دور از ذهن نیست که مکان‌های باستانی بسیار کهنی، در داخل یا زیر چنین تپه‌هایی قرار گرفته باشند؛ همچون سامسون در جزایر سیلی، که مدفن‌های باستانی بزرگی در هر دو تپه شمالی و جنوبی وجود دارد ، یا بُرن و بُرِنای آراگون در اسپانیا، که دو مکان باستانی مرتبط با فرهنگ زمین خاکستردان از عصر آهن، زیر تپه‌ها قرار دارند.

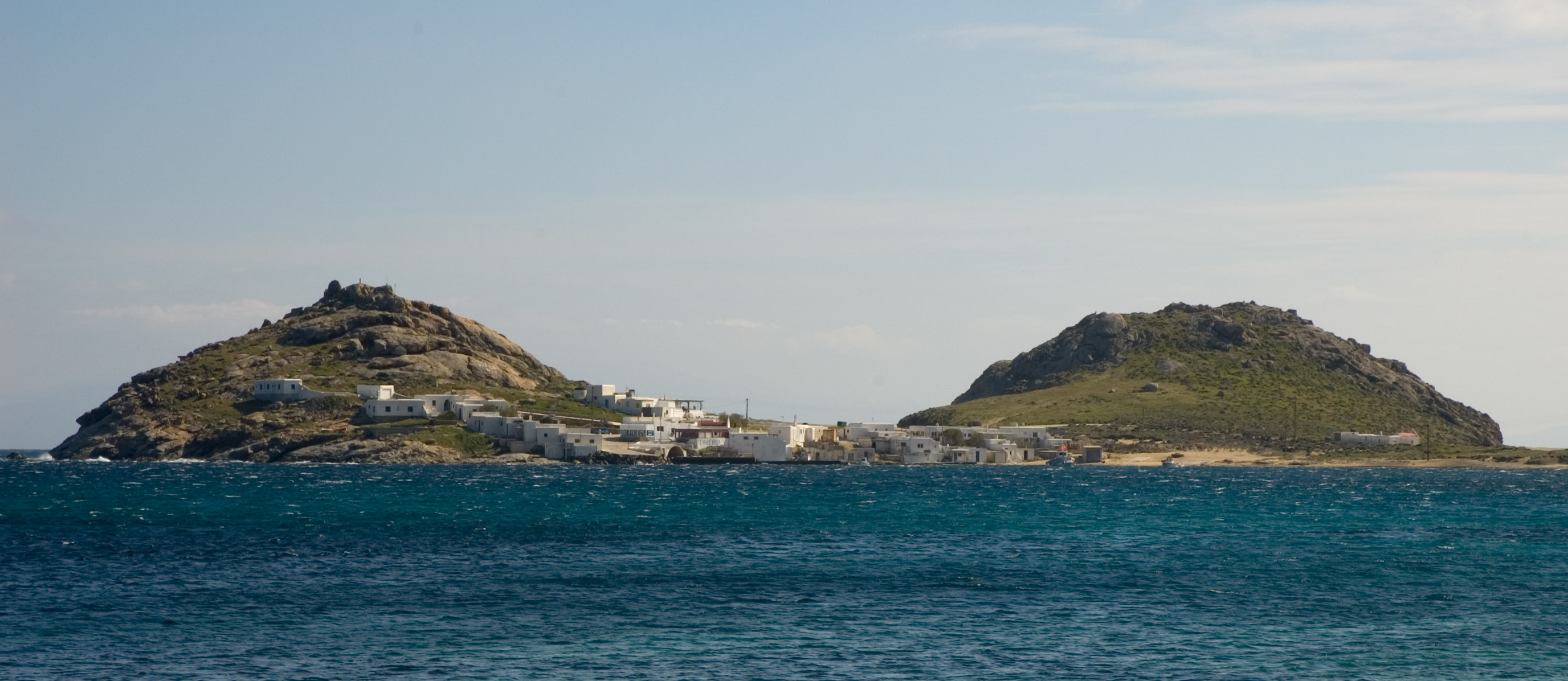
«سینه‌های آفرودیت» در میکونوسِ یونان.

## آفریقا

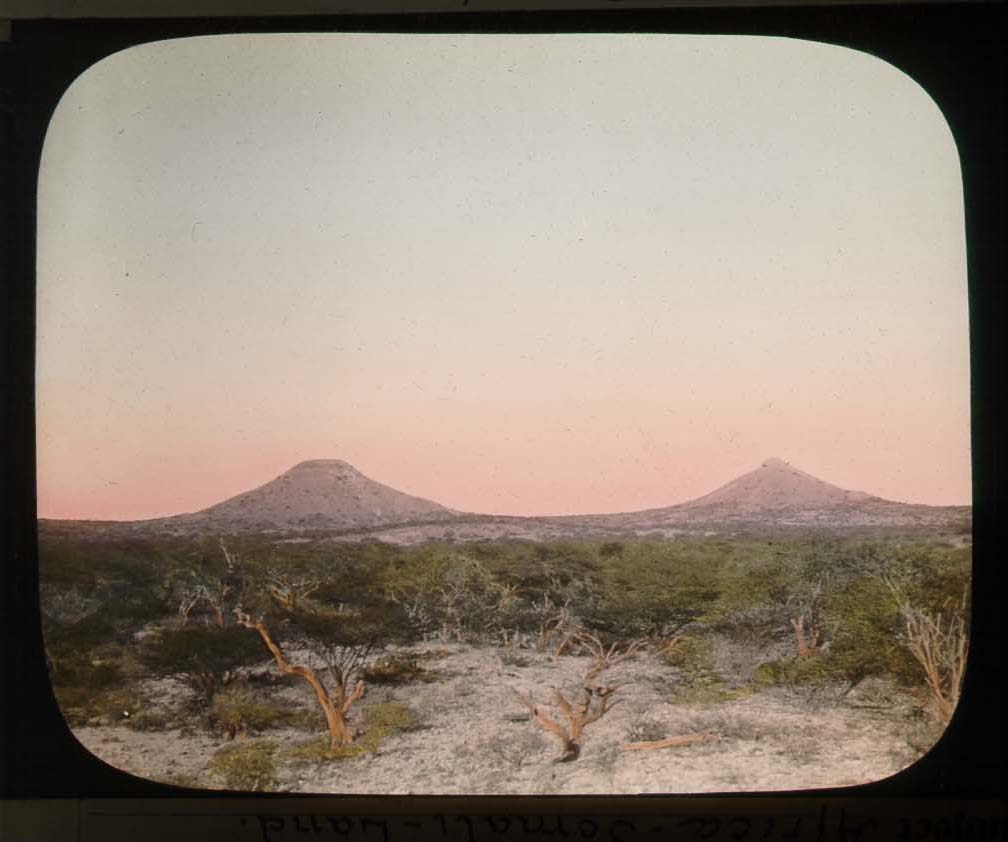
ناسا هابلود به شکل تلارشی در سومالی‌لند (۱۸۹۶)

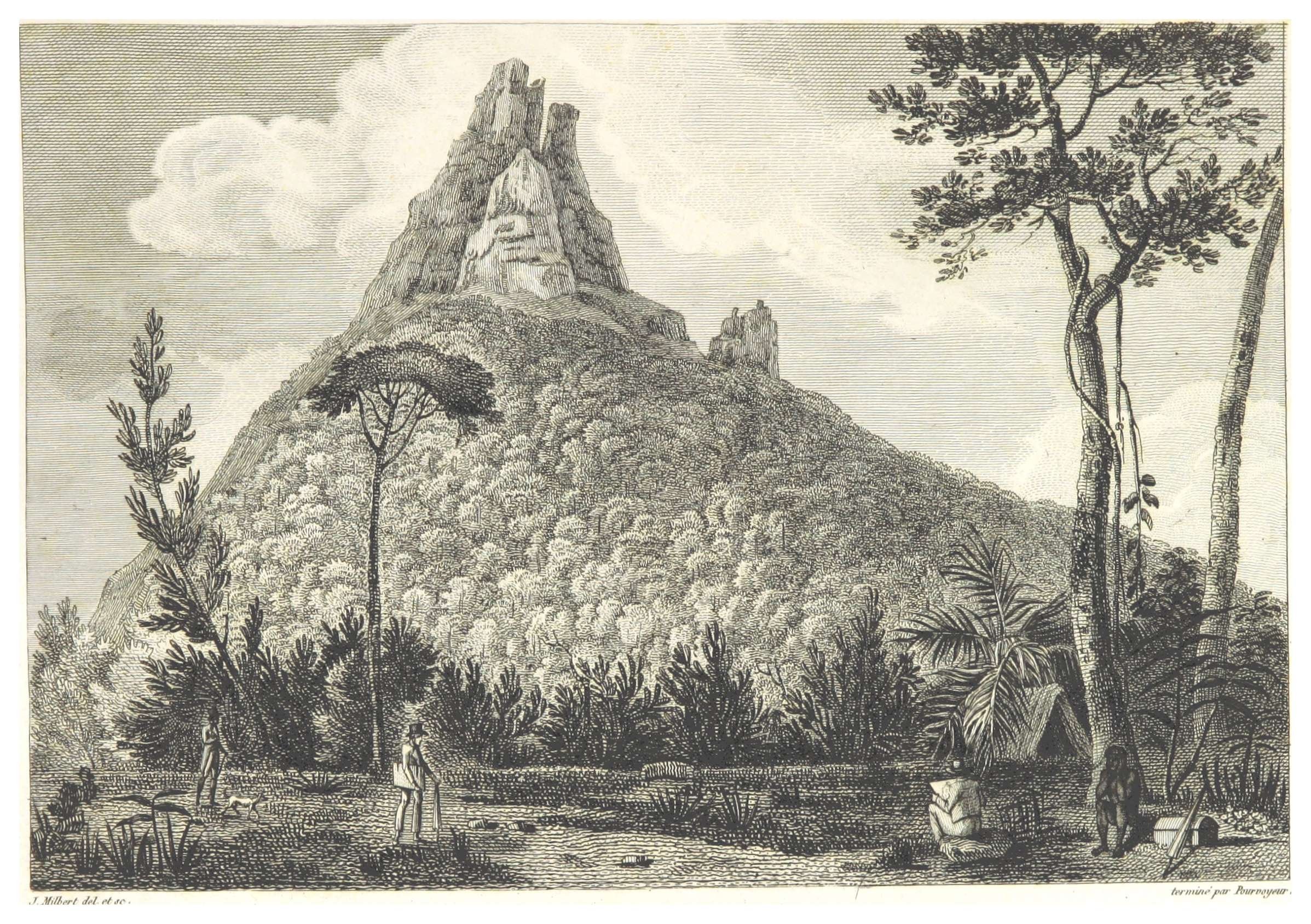
نمایی از یکی از Trois Mamelles در موریس. طراحی از صفحه 121 اطلس اثر ژاک-ژرارد میلبرت.

دریاچه‌های بزرگ آفریقا
شاخ آفریقا
اقیانوس هند
آفریقای جنوبی
غرب آفریقا

## آسیا
کامبوج

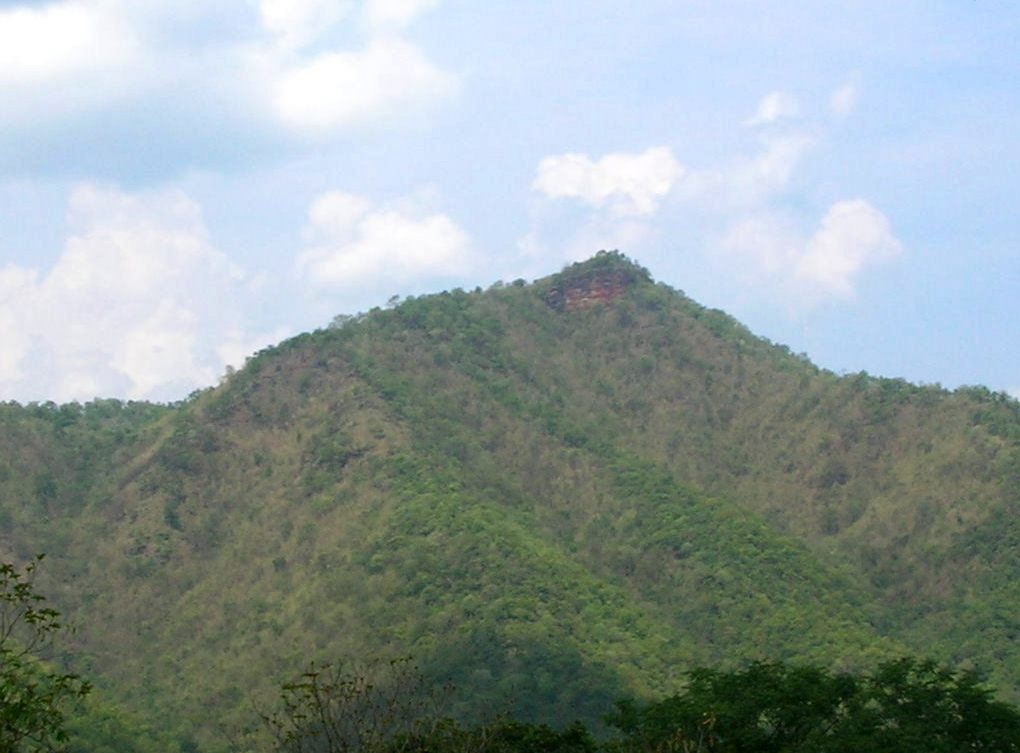
خائو نوم نانگ در غرب تایلند.

- کوه Sroh-Plom یا کوهستان «پستان زن فاضل»، در نزدیکی سِن‌مونوروم و منطقه‌ای به همین نام واقع در استان موندولکیری کامبوج.[۵]

چین
خاورمیانه
- تلّ صادر العروس (ترجمه از عربی: «سینه عروس») کوهی است در بلندی‌های جولان.

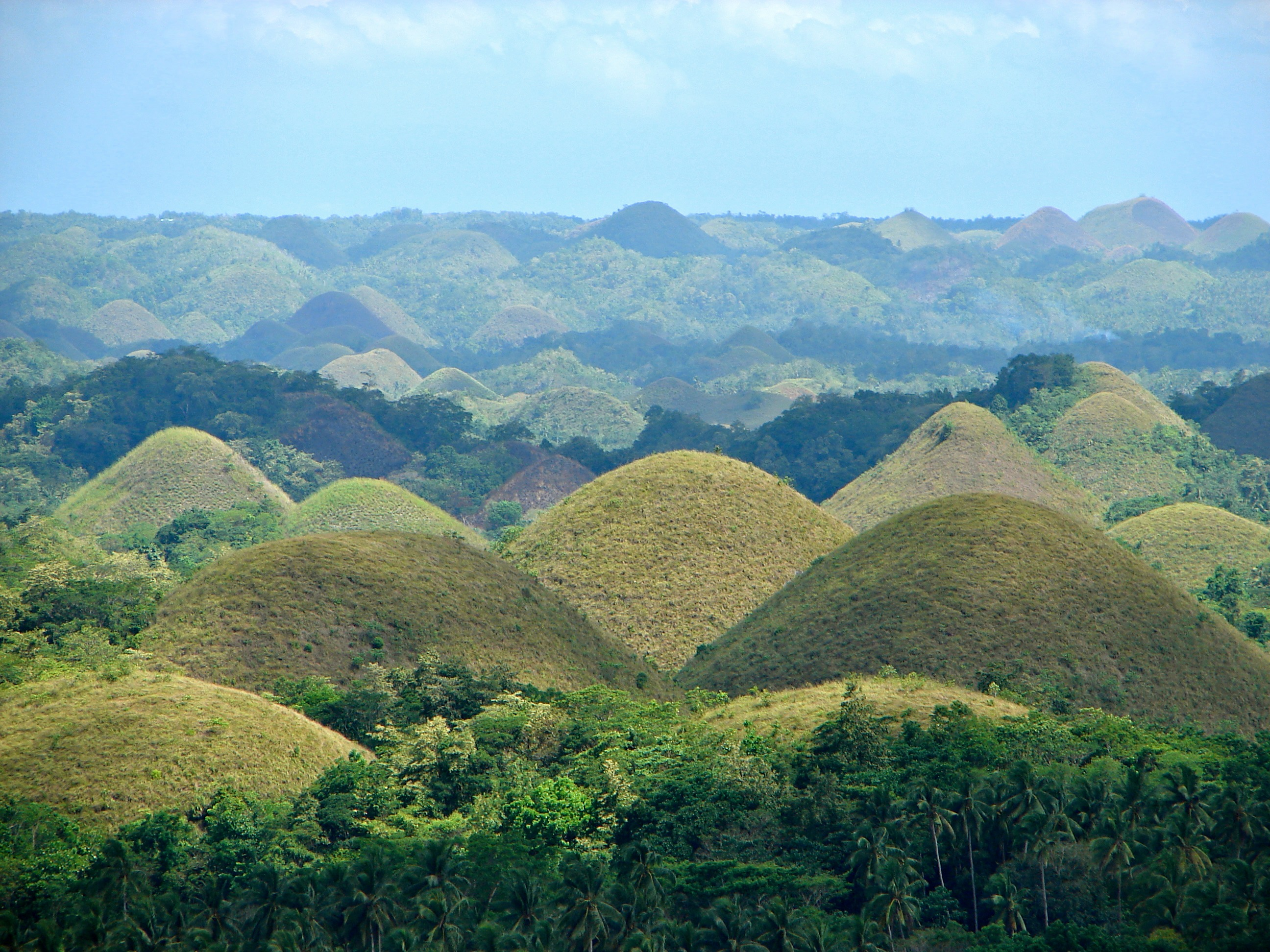
تپه‌های شکلاتی در بوهولِ فیلیپین

فیلیپین
تایلند

## اروپا
انگلستان و ایرلند
دانمارک
آلمان
یونان

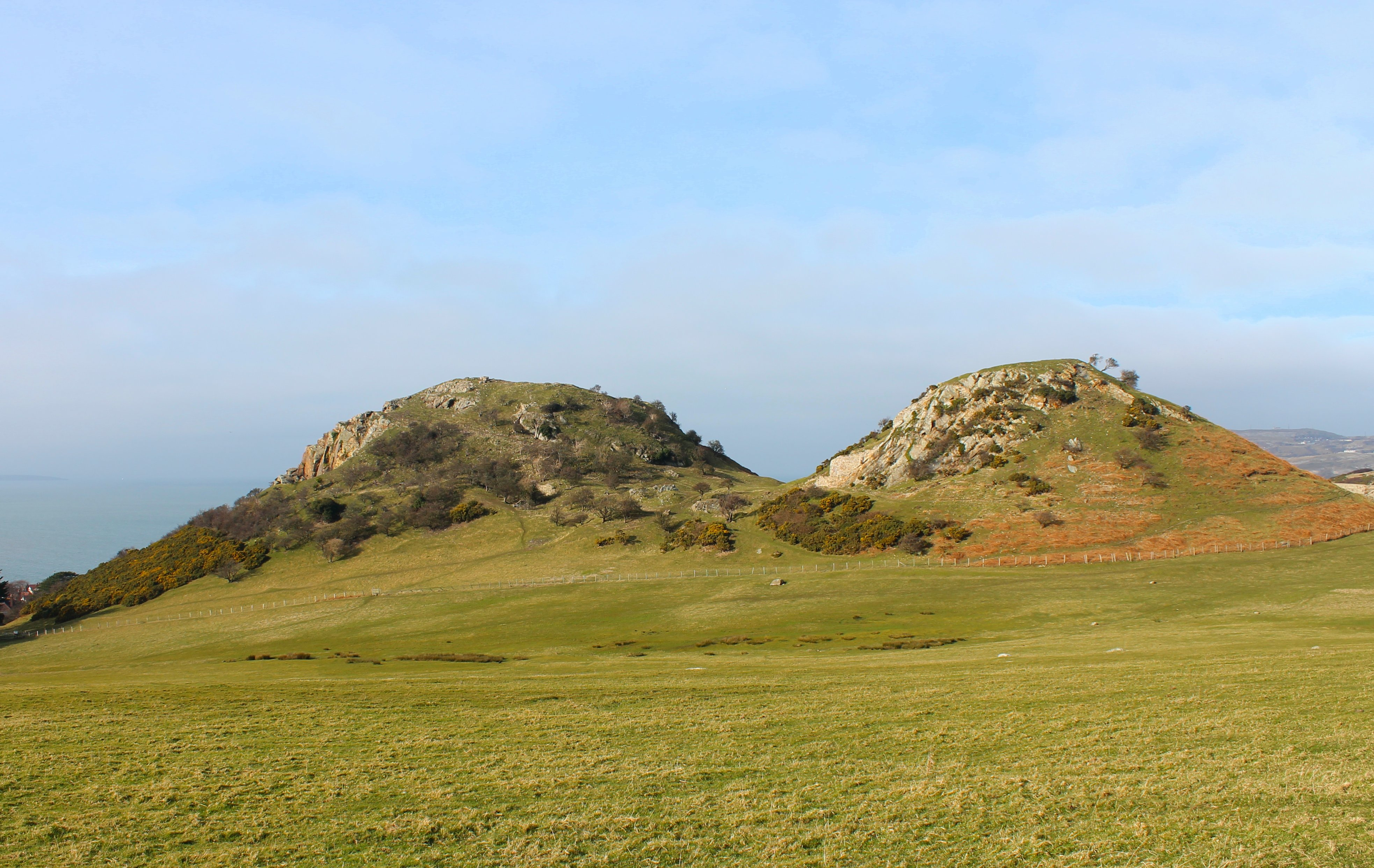
قلعه دیگانوی

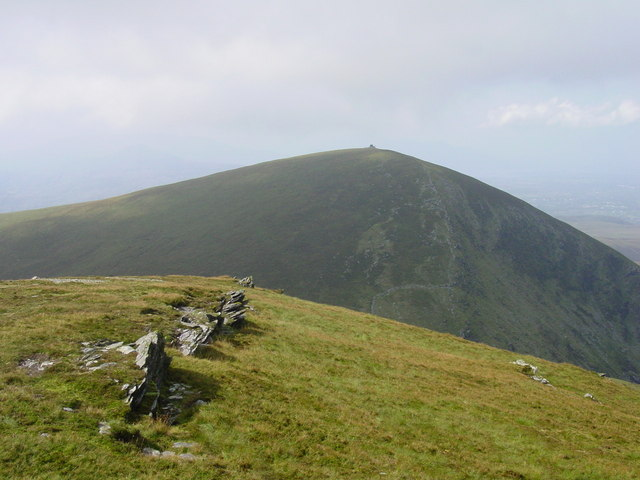
پَپ‌های آنو. نمایی از پَپِ غربی از فراز پَپِ شرقی در ایرلند.

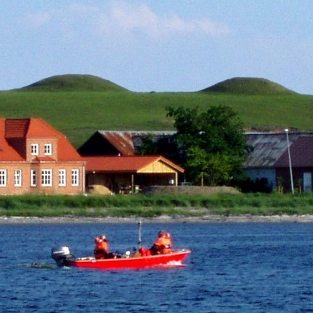
Marens Patter (معنای لغوی: «سینه‌های مارن») در دانمارک.

- سینه‌های آفرودیت در میکونوسِ یونان

ایسلند
اسپانیا

## آمریکای شمالی و مرکزی

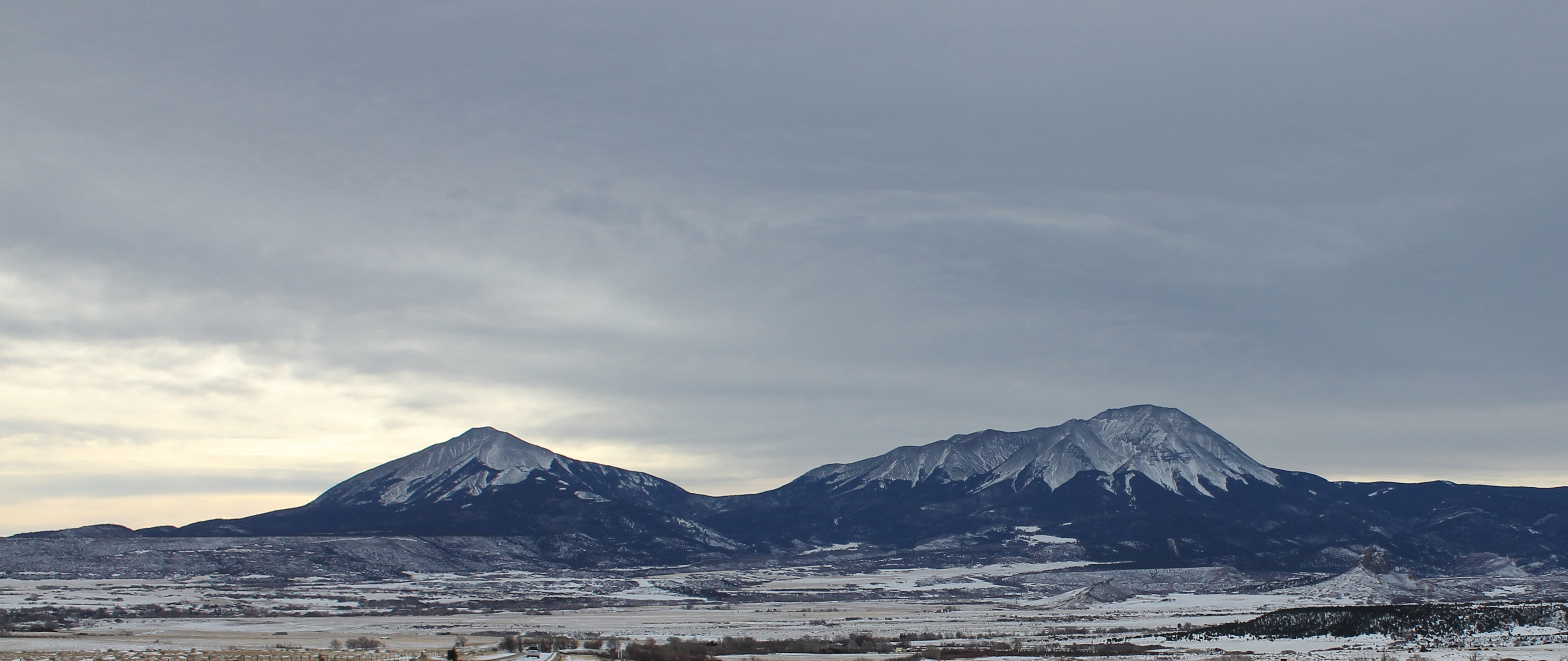
قلل اسپانیایی در کلرادو

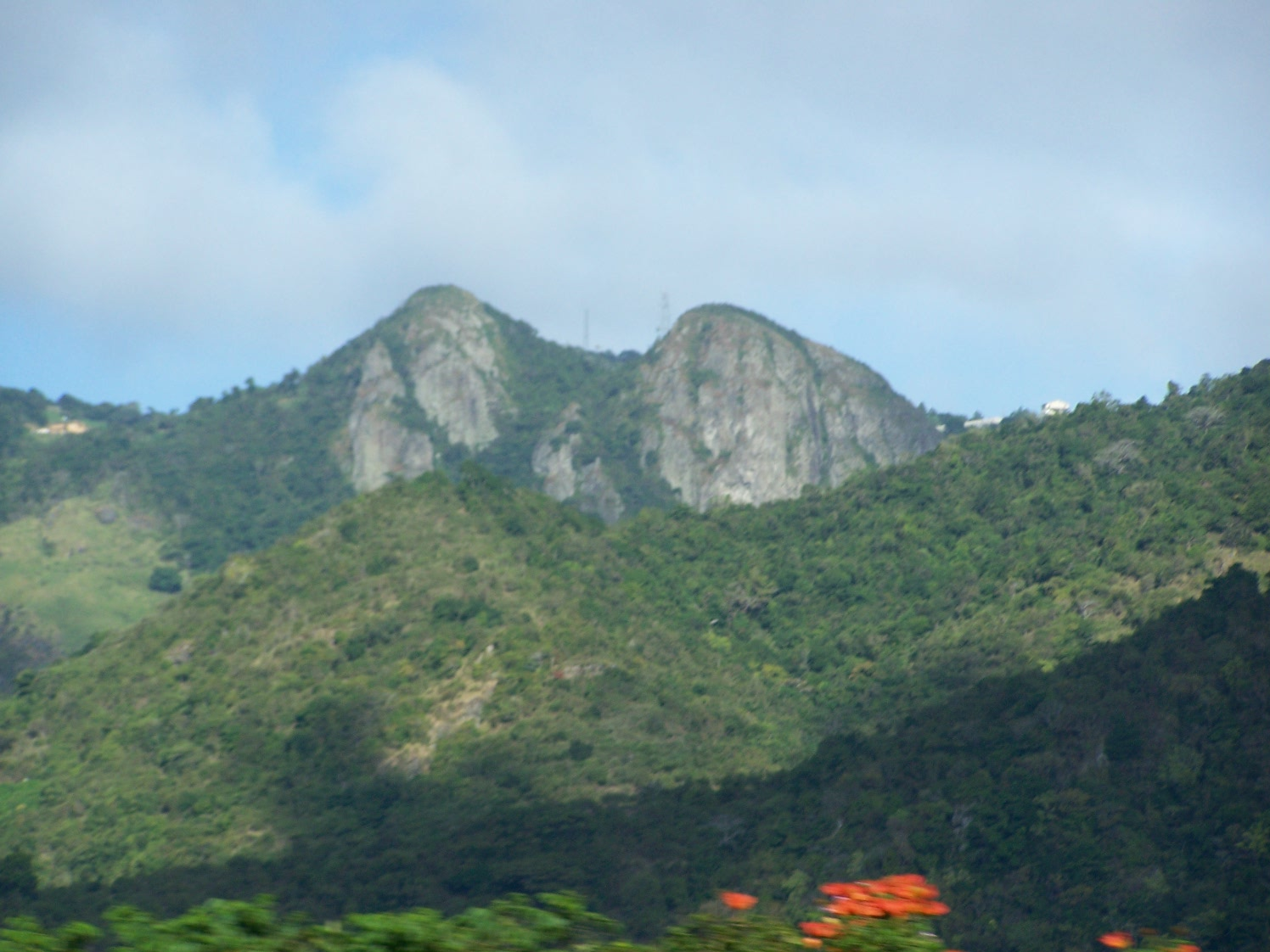
Las Tetas de Cayey در سالیناسِ پورتوریکو

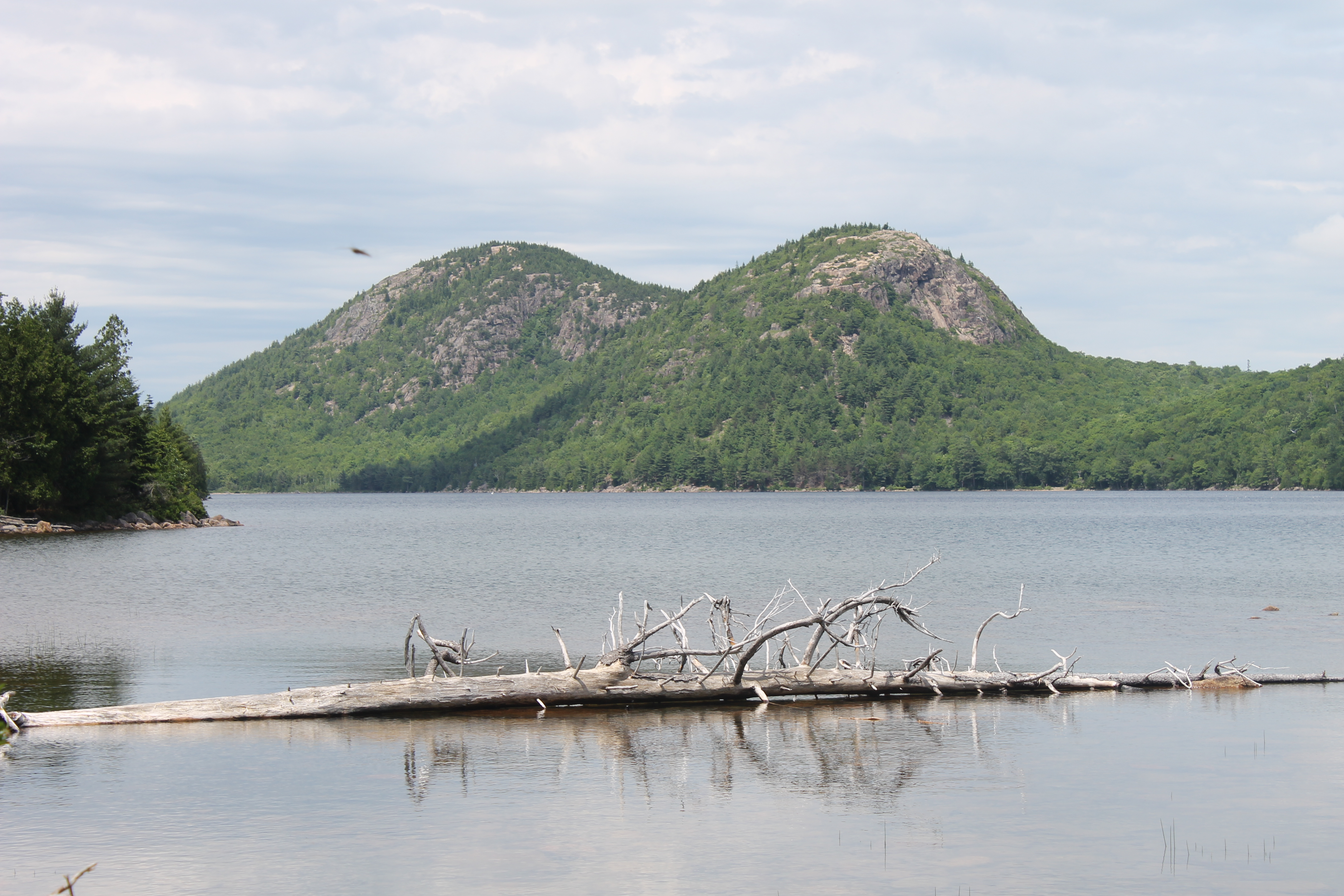
حباب‌ها در برکه جردن در پارک ملی آکادیا

کانادا
السالوادور
گوادلوپ
هائیتی
مکزیک
نیکاراگوئه
پاناما
پورتوریکو
ایالات متحده آمریکا

## اقیانوسیه

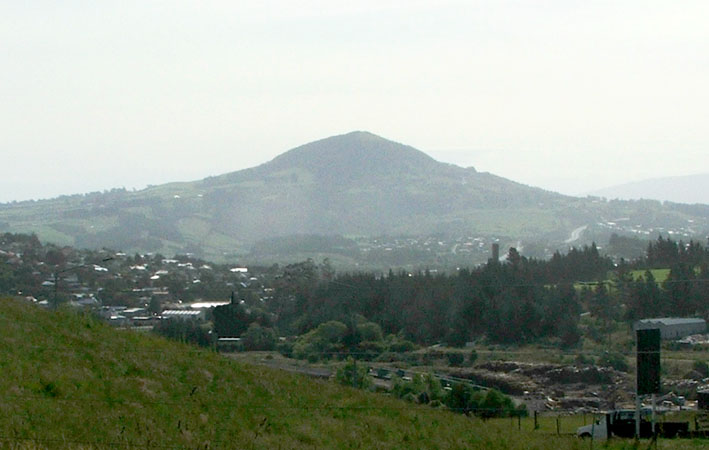
تپه سَدِل، از نقطه‌نظر دونِدین در نیوزلند

استرالیا
نیوزلند

## آمریکای جنوبی

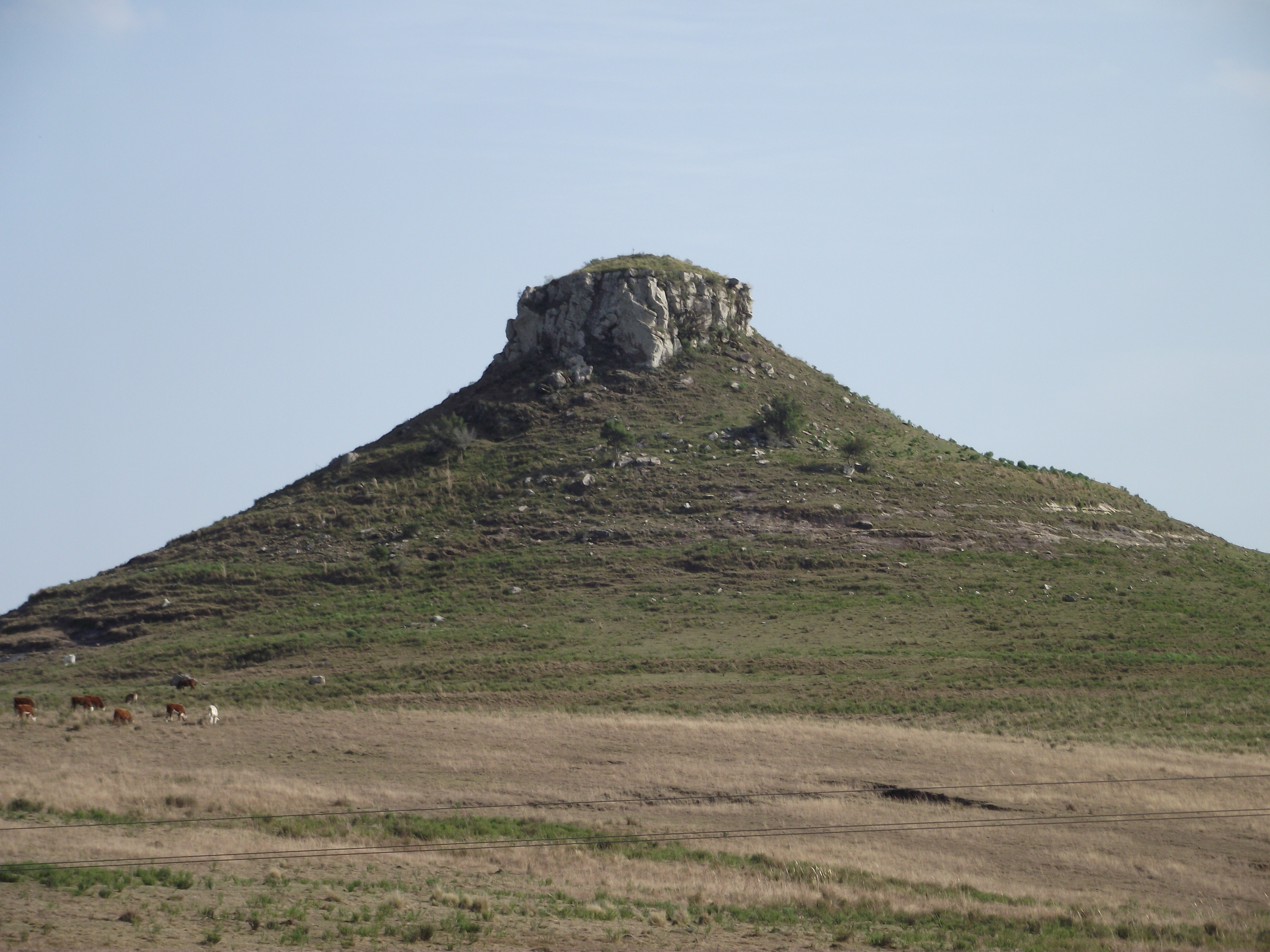
سرو باتووی در تاکوارمبوی اروگوئه.

آرژانتین
بولیوی
شیلی
کلمبیا
کوبا
گویان فرانسه
پرو
اروگوئه
ونزوئلا

## گالری
1. ↑  "The feminine in early Irish myth and legend". Scoilnet. Archived from the original on 11 June 2011. Retrieved 4 April 2011.(«زنانگی در اسطوره و افسانه ایرلندی اولیه». اسکویل‌نت. بایگانی شده از نسخه اصلی در ۲۱ خرداد ۱۳۹۰. بازیابی شده در ۱۵ فروردین ۱۳۹۰.)
2. ↑  Mills, A.D. (2003). A Dictionary of British Place-Names. Oxford: Oxford University Press. ISBN 0-19-852758-6.
3. ↑  Samson, South Hill Chambered Cairn - The Megalithic Portal
4. ↑  Samson, North Hill - The Megalithic Portal
5. ↑  Lay, Vicheka (2007). "Cambodian Resort "Virtuous Woman's Breast" Mountain". Free Online Library. Retrieved 4 April 2011.[پیوند مرده](لی، ویچکا (2007). «کوهستان "سینه زن فاضل» توچال کامبوج. کتابخانه آنلاین رایگان. بازبینی شده در ۱۵ فروردین ۱۳۹۰.)